# Mimus gundlachii
El sinsonte prieto o sinsonte de Bahamas (Mimus gundlachii) es una especie de ave paseriforme de la familia Mimidae. Habita en Jamaica y Bahamas y las islas del norte de Cuba. 

## Nombres
Mimus en latín significa “imitador”, por la habilidad de algunas especies de este género para imitar el canto de otras aves, gundlachii por ser dedicado al zoólogo germano-cubano Juan Gundlach. ‘Sinsonte’, es el nombre común cubano de las aves de este género, en especial de M. polyglottos, y ‘prieto’ por su color más oscuro que esta última. 

## Distribución
Habita en los grandes cayos del archipiélago de Sabana-Camagüey del norte de Cuba, en Bahamas y en Jamaica. Vive en matorrales bajos, con pocos árboles, cercanos a la costa, que presentan pastos y palmas.

## Descripción
Miden unos 28 cm de largo. El dorso es gris parduzco y las partes inferiores más blancuzcas. En el dorso, los laterales y arriba en el pecho tiene las plumas con rayas pardo oscuras. La garganta tiene en sus bordes dos rayas negras como bigotes. La cola tiene puntas blancas. Los pies y el pico son negruzcos. Se alimentan de insectos y frutas pequeñas.

## Nido
Anidan de abril a junio en arbustos altos. Ponen tres huevos de color blanco parduzco con manchas.

## Conservación
Es un ave rara restringida a muy pequeñas áreas que están teniendo desarrollo turístico.